# Плателяй
Платялю, Плателяй (Плателю, Плателяйское озеро; лит. Platelių ežeras) — озеро в Литве в 14 км к северу от города Плунге.
Одно из крупнейших озёр Литвы, расположено в самом центре Жемайтийского национального парка на высоте 146,48 м над уровнем моря. Площадь его составляет 1212 га. Длина 8,4 км, средняя ширина — 3,3 км. Максимальная глубина 46 метров. Средняя глубина 11,4 метра.
Озеро является водохранилищем, которое было создано в 1816 году по распоряжению графов Шуазелис для обеспечения Бабрунгенайской водяной мельницы. В начале 1960-х годов, когда в южной части озера была построена Гандингинская ГЭС. Вода из озера использовалась также для охлаждения стартовой площадки ракет на военной базе в Плунге. В озеро Платяляй впадают 17 ручьев, крупнейшими из которых являются Юодупис, Кунигупис, Салупис. Вытекает одна река Бабрунгас. В озере есть 7 островов. На острове Пилиес (лит. Pilies sala, «замковый остров») построен замок.
На полуострове Швенторкальнис находится одноимённый археологический заповедник. В ходе подводных археологических исследований, проведённых в 1987 году, в этом районе найден мост XVI—XVII веков, то есть остатки ложки. На севере озера находится курган Ужпелкяй.
В озере обитает европейская ряпушка.